# Christian Karl André
Christian Karl André (též Christian Carl André; 20. března 1763 Hildburghausen – 19. července 1831 Stuttgart) byl německý učitel, přírodovědec a zemědělec.

## Život
V letech 1779–1782 vystudoval práva, pedagogiku a hudbu na Univerzitě v Jeně. Poté učil v Eisenachu a Gothě. V letech 1798–1820 žil v Brně, kde v letech 1798–1812 řídil luteránskou evangelickou školu, od roku 1800 vydával noviny Patriotisches Tagebuch, editoval týdeník Oekonomische Neuigkeiten und Verhandlungen. Během svého pobytu v Brně patřil mezi hlavní osobnosti moravské Společnosti pro podporu zemědělství, přírodovědy a vlastivědy, propagoval aplikovaný vědecký výzkum zejména zaměření na chov ovcí. V roce 1818 patřil mezi zakladatele Františkova muzea. Poté se přestěhoval do Stuttgartu, kde vydával Landwirtschaftliche Zeitschrift a působil jako württemberský dvorní rada.

## Připomínky
V roce 1980 byla na jeho počest nazvána jménem André odrůda vinné révy, kříženec Frankovky a Svatovavřineckého. Na Zelném trhu v Brně na domě čp. 8/04 má pamětní desku.